# Batalion KOP „Wilejka”
Batalion KOP „Wilejka” – odwodowy pododdział piechoty Korpusu Ochrony Pogranicza.

## Formowanie i zmiany organizacyjne
Rozkazem dowódcy KOP z 23 lutego 1937 została zapoczątkowana pierwsza faza reorganizacji Korpusu Ochrony Pogranicza „R.3”. Jej wynikiem było między innymi utworzenie batalionu odwodowego KOP „Wilejka”. Batalion wszedł w skład pułku KOP „Wilejka”. 
Zarządzeniem dowódcy KOP gen. bryg. Jana Kruszewskiego w sprawie zmian w kwatermistrzostwie KOP, dniem 1 kwietnia 1939 utworzone zostało podkwatermistrzostwo batalionu. Pod względem gospodarczym przydzielony został do batalionu KOP „Krasne”. Tym samym zarządzeniem, z dniem 1 kwietnia 1939 utworzono w batalionie etat adiutanta w stopniu kapitana.
Zmobilizowany w kwietniu 1939 batalion, został skierowany w rejon Żywca. Batalion został włączony w struktury 1 Brygady Górskiej jako II batalion 2 pułku piechoty KOP, dzieląc losy innych jednostek Armii „Kraków”.
Po odejściu batalionu włączonego do 1 Brygady Górskiej, garnizon i kadra jednostki w Wilejce nie odtworzyła batalionu i skoncentrowała się na wsparciu organizacyjnym dla odtwarzanych batalionów "Budsław" i "Krasne".

## Struktura organizacyjna batalionu

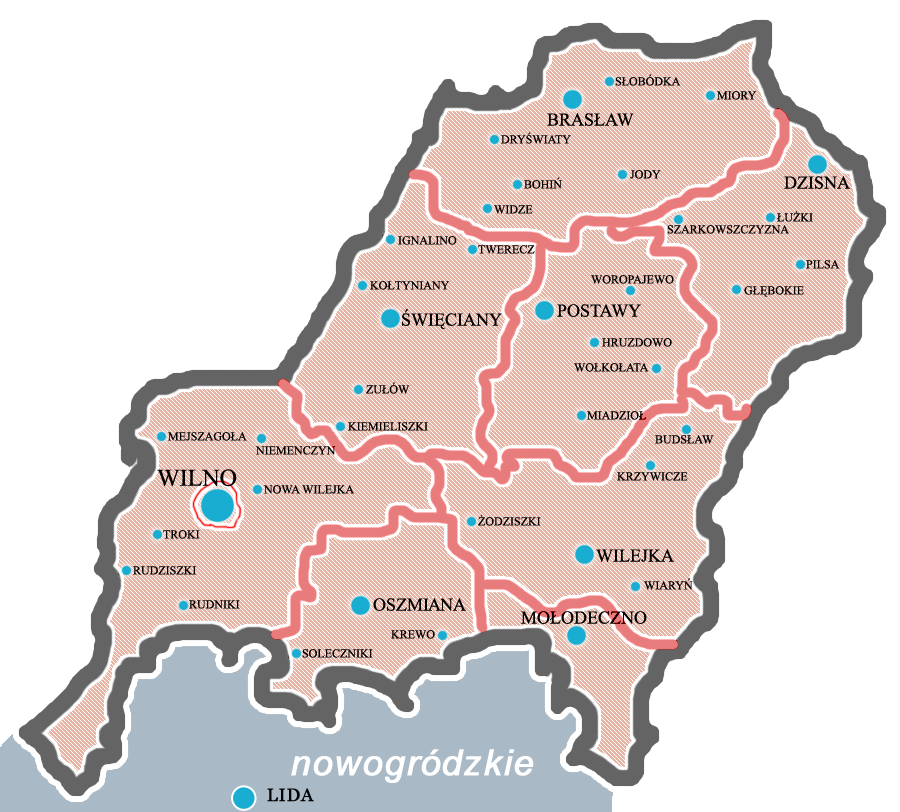
Wilejka na mapie województwa wileńskiego z 1937

Dowództwo batalionu:
- 1 kompania szkolna[b]
  - drużyna gospodarcza
  - dwa szkolne plutony strzeleckie
  - szkolny pluton ckm
  - obsługa działek ppanc.
- 2 kompania strzelecka[c]
  - drużyna gospodarcza
  - dwa plutony po trzy drużyny

Stan osobowy
- oficerów – 9
- podoficerów zawodowych – 21
- podoficerów nadterminowych – 9
- podoficerów i szeregowców służby zasadniczej – 294

Razem – 333 żołnierzy

## Żołnierze batalionu
Dowódcy batalionu: 
- mjr Wacław Kuferski (22 X 1938 – 1939)[9]

Obsada personalna batalionu w czerwcu 1939:
- dowódca batalionu – mjr piech. Wacław Paweł Kuferski[d]
- dowódca 1 kompanii szkolnej – kpt. piech. Ludwik Skoczkowski[e]
- dowódca 2 kompanii strzelców – por. piech. Józef Pawlak[f]

### Żołnierze batalionu – ofiary zbrodni katyńskiej
Biogramy zamordowanych znajdują się na stronie internetowej Muzeum Katyńskiego
| Nazwisko i imię            | stopień | zawód             | miejsce pracy przed mobilizacją | zamordowany |
| -------------------------- | ------- | ----------------- | ------------------------------- | ----------- |
| Grabowski Kazimierz Tomasz | kapitan | żołnierz zawodowy |                                 | Katyń       |
| Szawłowski Dionizy         | kapral  |                   |                                 | Kalinin     |